# Flêtre
Flêtre település Franciaországban, Nord megyében. Lakosainak száma 946 fő (2022. január 1.). Flêtre Strazeele, Caëstre, Eecke, Godewaersvelde, Méteren és Pradelles községekkel határos.

## Népesség
A település népességének változása:
| Lakosok száma | 979  | 977  | 996  | 972  | 983  | 986  | 992  | 969  | 946  |
|               | 2013 | 2015 | 2016 | 2017 | 2018 | 2019 | 2020 | 2021 | 2022 |